# تيزي نتاست
تيزي نتاست هي جماعة قروية في إقليم تارودانت بجهة سوس ماسة في المغرب. وهي تضم 5182 نسمة، حسب الإحصاء العام للسكان والسكنى لسنة 2014.
يقع مركز الجماعة على الطريق الوطنية رقم 7، الرابطة بين مراكش وتارودانت، ويبعد مركز الجماعة عن مدينة تارودانت بـ 60 كلم.

## دواوير الجماعة
- دوار شافرني (مركز الجماعة)
- دوار ألكو
- دوار تامسولت
- دوار أخفيس
- دوار أيت أبلال
- دوار تنزاض
- دوار إفغي
- دوار إغري
- دوار تلبورين
- دوار أكادير الجامع
- دوار تاويالت
- دوار تنبدانت
- دوار تركنيت
- دوار أدبدي
- دوار تزيرط
- دوار أسيس
- دوار أيت إبورك
- دوار أيت بوخزير
- دوار أغلا
- دوار تاكاليت
- ازرو نحمو

## تاريخ
في 9 سبتمبر 2023، بعد زلزال المغرب 2023، كانت منطقة تيزي نتاست، من بين أكثر المناطق في إقليم تارودانت، التي كان فيها عدد الضحايا كبيرا جداً، نظراً لكون غالبية الدواوير في تيزي نتاست، يتم بناء المنازل فيها بالطين والخشب، والتي لم تصمد أمام قوة الزلزال. كما أن طبيعة المنطقة الجبلية وتساقط الأحجار وإنقطاع الطرق، جعلت وصول فرق الإنقاذ يأخد وقتاً طويلاً، مما أدى إلى وفاة بعض الناجين متأثرين بجروحهم.

## التعليم
قائمة المؤسسات التعليمية في جماعة تيزي نتاست:
- مجموعة مدارس يوسف بن تاشفين (المركزية: ألكو / الوحدات: أيت أبلال - أخفيس - أرك - أسيس - أغلا اهارون - تاكاليت - إغري)
- مجموعة مدارس تزي نتاست (المركزية: أكرض / الوحدات: تركنيت - تزيرط - أدبدي)
- إعدادية تيزي نتاست، تم تدشينها في سنة 2019، وتتوفر على دار للطالب. وبعد إنتهاء التلاميذ من تعليمهم الإعدادي، يُتابعون تعليمهم الثانوي في ثانوية الفضيلة بجماعة تافنكولت.

## الأمن
جماعة تيزي نتاست تابعة أمنياً لمركز الدرك الملكي المتواجد في مركز جماعة تافنڭولت.

## الصحة
قائمة المؤسسات الصحية في جماعة تيزي نتاست:

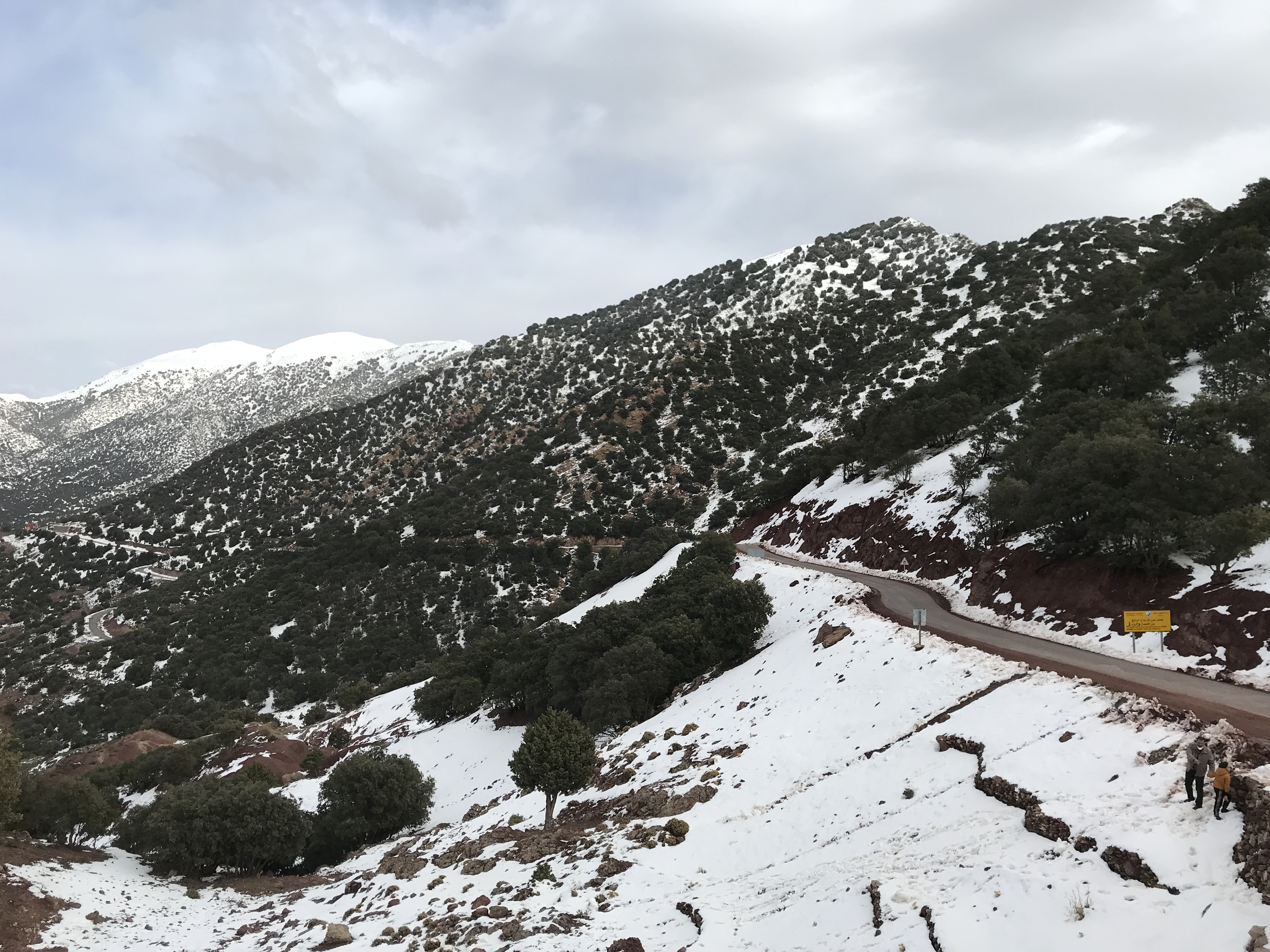
قمة تيزي نتاست خلال تساقط الثلوج

- المركز الصحي شافرني بمركز الجماعة
- المستوصف الصحي تاويالت في أنزال

## السياحة
تتوفر تيزي نتاست على مناظر طبيعية خلابة، خصوصاً على الطريق الوطنية رقم 7، وتوجد مجموعة من المقاهي والمطاعم في هذا الطريق، أشهرها بمنطقة إمضرس، التي تضم أيضاً شلالات للمياه العذبة الصافية. ويزداد جمال المنطقة خلال موسم تساقط الثلوج من كل عام (في يناير وفبراير) حيث يتوجه السياح من تارودانت وأولاد برحيل، وحتى من أكادير إلى قمة تيزي نتاست المتواجدة على علو 2100 متر، للإستمتاع بمناظر الثلوج.
تتوفر المنطقة على فندقين، فندق Haute Vue وفندق La Belle Vue، يقعان في قمة تيزي نتاست، يقدمان خدمات المبيت بأسعار في المتناول، إبتداءاً من 150 درهم.